# مانوئل مئانا
مانوئل مئانا (اسپانیایی: Manuel Meana‎; ۲۱ اکتبر ۱۹۰۱ – ۱ اوت ۱۹۸۵) بازیکن و مربی فوتبال اهل اسپانیا بود.
از باشگاه‌هایی که در آن بازی کرده‌است می‌توان به باشگاه فوتبال اسپورتینگ خیخون اشاره کرد.
وی همچنین در تیم ملی فوتبال اسپانیا بازی کرده‌است.
وی در مسابقات بین‌المللی در مجموع برندهٔ ۱ مدال طلا، ۱ مدال نقره شده‌است.